# Pásztor Györgyi
Pásztor Györgyi (Budapest, 1959–) grafikus, iparművész.

## Életpályája
1977-ben New Yorkban érettségizett a High School of Art and Design (vagyis Művészeti középiskola) növendékeként, majd különbözeti érettségit tett a Budapesti Képző- és Iparművészeti Gimnáziumban. 1986-ban elvégezte a Magyar Iparművészeti Főiskola felsőfokú tipográfusképző tanfolyamát. Ugyanebben az évben a Design Center "Tipográfia" című csoportos kiállításain vett részt.

## Főbb művei
- Műsorfüzet borító Madách Stúdió, 1990,
- épületsztalos és faipari vállalat emblémája, 1985.